# 透石膏
透石膏（英语：selenite），又称透明石膏，是一种矿物，主要成分为二水合硫酸钙（CaSO4·2H2O）。其英文名源于希腊语selēnitēs (lithos)，意思为“来自月亮的石头”。